# Cirrhilabrus pylei
Cirrhilabrus pylei Allen & Randall, 1996 è un pesce d'acqua salata appartenente alla famiglia Labridae.

## Distribuzione e habitat
Proviene dalle barriere coralline dell'Indonesia e della Papua Nuova Guinea, nell'ovest dell'oceano Pacifico. Nuota di solito in acque abbastanza profonde, fino 82 m di profondità.

## Descrizione
Presenta un corpo allungato e leggermente compresso ai lati. La testa ha un profilo abbastanza appuntito. La lunghezza massima registrata è di 9 cm; somiglia molto a C. rubrimarginatus.
I maschi adulti sono prevalentemente rosa, con le pinne pelviche bianche, molto allungate, che formano due filamenti, e la pinna caudale con il margine arrotondato, blu scura e rosa. Una macchia blu scura è presente anche sulla pinna dorsale, più lunga di quella anale, ed è contornata da una sottile linea azzurra. Una linea dello stesso colore è presente sul dorso e ci sono inoltre diverse macchie azzurre sulla testa. Gli occhi sono arancioni o rosa-rossastri.

## Biologia
Le abitudini di questa specie, tipica di acque mediamente profonde, non sono note, ma probabilmente sono simili a quelle delle altre specie del genere Cirrhilabrus.

## Conservazione
Viene catturato molto raramente per essere allevato in acquario, e visto che non sembrano essere presenti altre particolari minacce, la lista rossa IUCN classifica questa specie come "a rischio minimo" (LC).